# Rogue Trooper
Rogue Trooper es un cómic de ciencia ficción creado por Gerry Finley-Day, Dave Gibbons y Rafael Boluda Vidal y publicado en la revista británica 2000 AD.

## Historia
La serie tiene lugar en el planeta Nu-Earth (que se pronuncia como New Earth en inglés, Tierra Nueva), también conocida como "Tierra NU".  Se identifica oficialmente como 'Planeta NO 97104/A' (Ref.: 2000 A.D., Capítulo "Los Novatos" [Prog 239-240]).
Está situado en una zona del espacio junto a un agujero negro que lo convierte en un lugar estratégico de control y expansión interplanetaria.
Sin embargo el planeta entero se encuentra sumido en una guerra civil entre dos facciones humanas, correspondiendo a cada uno de los hemisferios del planeta. 
La prolongada duración de la guerra y al uso continuo de armas químicas han hecho la atmósfera irrespirable. Sin embargo esto no ha evitado que la guerra continúe, bien desde las ciudades protegidas por cúpulas, mediante satélites en órbita o utilizando trajes de protección. Una evidente alegoría de la Guerra Civil de Estados Unidos, donde se enfrentaron los estados del Norte y los del Sur y del peligro del [ holocausto nuclear], aunque ninguno de los dos ejércitos posee armas nucleares, sí poseen naves espaciales pero sin capacidad de viajes interplanetarios(*), ya que su tecnología está dirigida a la destrucción del enemigo. Esto llevará a entrar en juego a nuevos protagonistas, como se explica al final de la sección.

'*Aunque se comenta la posibilidad de viajes interplanetarios {2000 A.D., Capítulo "Los Novatos" [Prog 239-240], 1ª página} no se vuelve a hacer mención a este tema en el resto de la historia, quedando como algo anecdótico.
La facción del Sur basó su estrategia en un ejército de soldados modificados genéticamente, denominados G.I. o Infantería Genética, capaces de soportar y sobrevivir en la atmósfera devastada por las armas químicas. Y por si esto no fuese suficiente cada uno de ellos lleva integrado un biochip, también conocidos como "dog chips", chips de perro, en alusión a los chips que se les pone a los perros para identificarlos.

Estos chips registran las experiencias y personalidad de cada soldado, de modo que cuando mueren se puede recuperar este biochip e insertarlo en otro G.I., consiguiendo tener a un soldado formado y con experiencia sin apenas gasto y de forma casi inmediata listo para entrar en combate.
A pesar de todas estas ventajas y de la aparente victoria del Sur, no fue el enemigo quién derrotó a este formidable ejército, ni un arma de última tecnología, o una con un efecto devastador... o quizás sí; en realidad fue una de las armas más antiguas y con más capacidad de destrucción que jamás haya existido, a la que es casi imposible de hacer frente y provoca grandes pérdidas; esta arma no fue otra que la traición.
Así fue como se produjo la que es conocida como La masacre de Quartz Zone, donde casi todo el ejército genético fue aniquilado, traicionado por uno de sus generales.
Aparentemente solo sobrevivió Rogue Trooper, y a partir de ese momento su único objetivo será encontrar al traidor y acabar con él, para lo que contará con la ayuda de sus inseparables compañeros de batalla encapsulados: Gunnar, Bagman y Helm. Rogue trooper tiene varias armas, entre estas están mortero, fusil de rayos, granadas de varios tipos, ametralladora gunnar, pistola y sammy.
Según avanza la aventura entrarán en escena los alienígenas, ya que como se indicó antes los habitantes de Nu-Earth no poseen naves espaciales interplanetarias. Se pondrán en contacto con Rogue para que les ayude a evitar la guerra espacial que se avecina, o al menos intentar que no se extienda por todo el sistema.

## Protagonista
Rogue es un soldado de infantería genético (un soldado de élite creado y modificado genéticamente, de piel azul) a la búsqueda del General traidor de sus tres camaradas. 
Sus compañeros se encuentran en forma de "biochips", cada uno de los cuales guarda la personalidad entera de un G.I. (Genetic Infantrymen, soldado de infantería genética), que se almacena en el momento de la muerte para su posterior recuperación. Se llaman Gunnar (montado en el fusil de Rogue), Bagman (en su mochila) y Helm (en su casco). Virtualmente siguen vivos, ya que pueden hablar con Rogue, razonar y hasta protestan si las decisiones del soldado no les parecen adecuadas y suelen armar bastante jaleo discutiendo entre ellos cuando hay que tomar una decisión, aunque en el fondo les une una amistad inquebrantable. De todas maneras Rogue puede desconectarlos en cualquier momento, para su alivio en algunas ocasiones.
Aunque Rogue posee una fuerza y resistencia hasta un 50% superior a un humano, no fue esta la razón principal de emplear ingeniería genética para crear supersoldados, como cabría pensar, ya que Rogue, para su desgracia, no es inmune al dolor, como se puede comprobar cuando es torturado. En realidad el objetivo del uso de ingeniería genética fue la de crear soldados con capacidad de sobrevivir en diferentes ambientes, siendo una de las consecuencias el color azul de la piel. Mediante estas modificaciones los G.I. son inmunes a todos los venenos conocidos, solo les afectan las toxinas del virus X (capítulo 358 - Solo se muere dos veces) y también quedan paralizados varios minutos al contacto con una planta desconocida. Además pueden sumergirse en ácido corrosivo durante un tiempo sin verse afectados.

## Publicación
La colección consta de 66 "series" con 258 capítulos en total.
 El primer capítulo de la primera serie se publicó el 5 de septiembre de 1981, en el número 228 de la publicación.

El término serie hace aquí referencia por lo general a unos pocos capítulos, siendo la mayoría de estas series de un único capítulo.
Estos capítulos suelen ser autoconclusivos, casi siempre centrados en cada una de las misiones que realizan Rogue y sus compañeros.
El último capítulo, NU World Order, se publicó en la edición número 1479, del 15 de marzo de 2006.
Se publicaron varias ediciones en formato recopilatorio en español por la editorial Kraken.

Es posible encontrar números sueltos en Casa del Libro.

Se pueden encontrar recopilatorios en inglés en el Catálogo 2000 A.D. (en inglés.  Pulsar en la Lupa).

## Enlaces
- Página oficial de 2000AD En inglés.  Revisado el 18 / 01 /2024.
- Información de Rogue Trooper En inglés.  Almacenado en Internet Archive (Archive.org).  Revisado el 18 / 01 /2024.
- Página de 2000AD con el listado de las series y episodios de Rogue Trooper En inglés.  Almacenado en Internet Archive (Archiv.org).  Revisado el 18 / 01 /2024.
- Buscador Catálogo 2000AD - Pulsar en la Lupa - (en inglés) Revisado el 18 / 01  /2024.

- Datos: Q4048401